# حبیب‌الله بهبهانی
حبیب‌الله بهبهانی سیاست‌مدار ایرانی بود، که در  دوره بیست و سوم  به‌عنوان نماینده شیراز در مجلس شورای ملی حضور داشت.
وی از سال ١٣۴٧ تا ١٣۴٩ شهردار شیراز بود. 